# 苗栗機務分駐所
苗栗機務分駐所是臺灣鐵路公司機務處新竹機務段轄下單位，位於苗栗縣苗栗市，另外還有電務處彰化電務段苗栗號誌分駐所與工務處的工務養護總隊第一施工分隊進駐此處。
本所位於苗栗車站南側、正線西側，分駐所旁即為苗栗鐵道文物展示館與1937年興建之新式苗栗機關庫。